# Jüdischer Friedhof Eger (Ungarn)

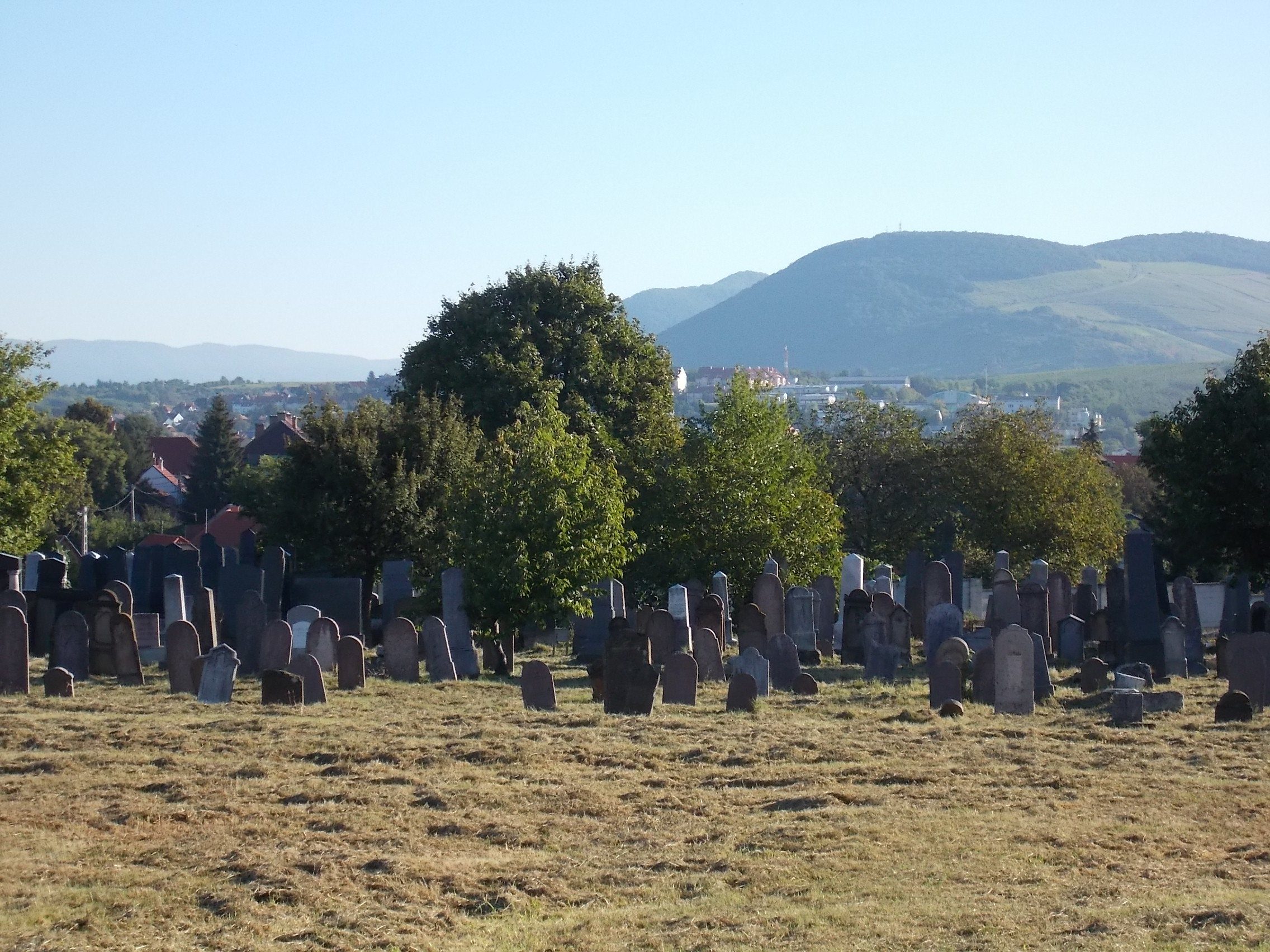
Jüdischer Friedhof in Eger

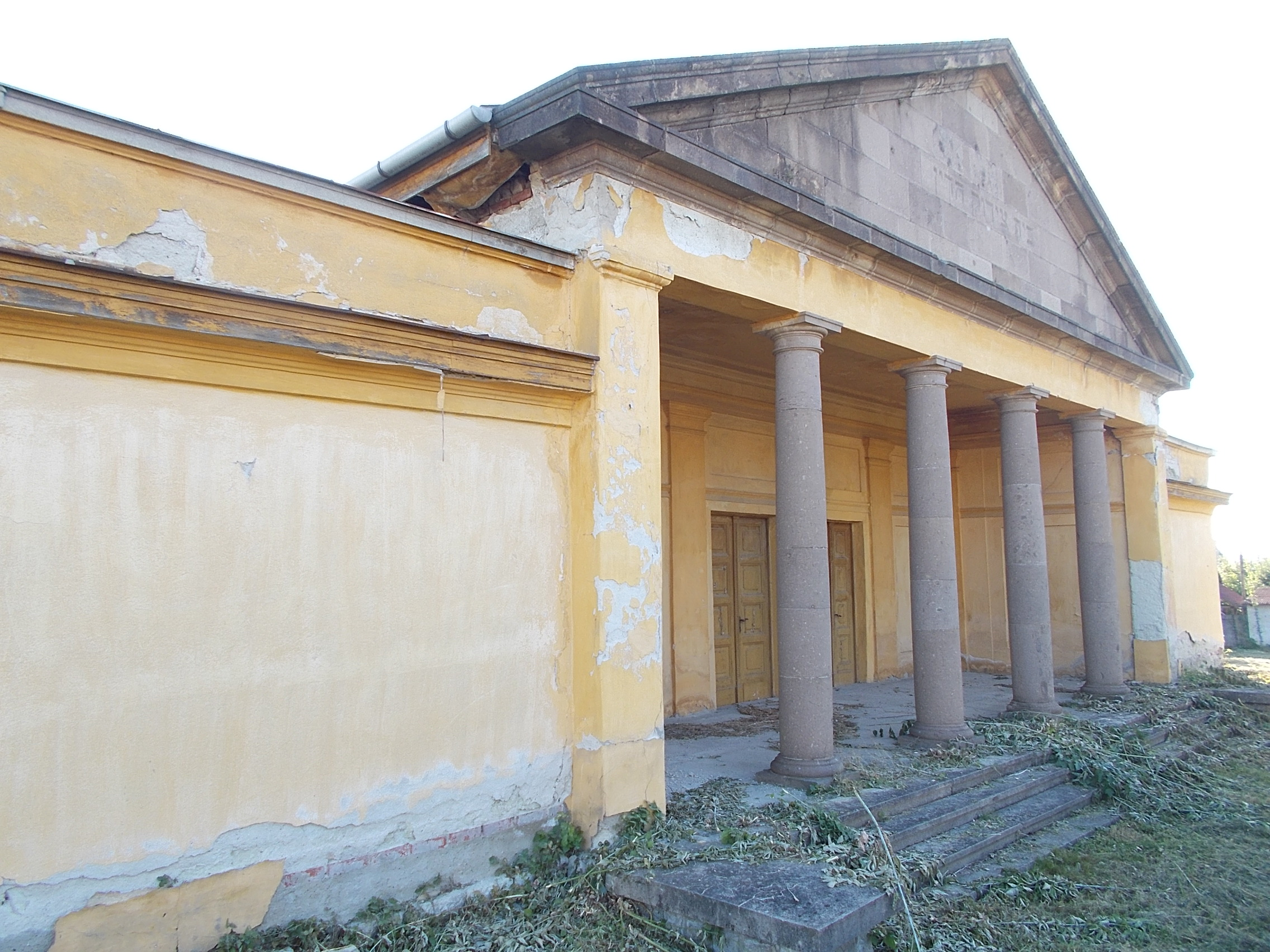
Trauerhalle

Der Jüdische Friedhof in Eger, einer ungarischen Stadt im Komitat Heves in der Region Nordungarn, wurde vermutlich im 18. Jahrhundert angelegt. Der jüdische Friedhof ist ein geschütztes Baudenkmal.
Auf dem großen Friedhof steht noch die neoklassizistische Trauerhalle.